# Lissapterus tetrops
Lissapterus tetrops is een keversoort uit de familie vliegende herten (Lucanidae). De wetenschappelijke naam van de soort is voor het eerst geldig gepubliceerd in 1916 door Lea.